# دانيال كيلوغ
دانيال كيلوغ هو قاضي ومحامي وسياسي أمريكي، ولد في 10 فبراير 1791 في أميرست في الولايات المتحدة، وتوفي في 10 مايو 1875 في براتلبورو في الولايات المتحدة. نشط حزبياً في الحزب الديمقراطي. وقد انتخب عضو مجلس نواب فيرمونت ‏.